# 中嶋康二郎
中嶋 康二郎（なかしま こうじろう、1967年12月7日 - ）は日本のゲームサウンドクリエイター。スパイク・チュンソフト所属。

## 略歴
1992年、チュンソフト（現スパイク・チュンソフト）に入社。
同社では外部の人間に作曲を依頼する事が多く、基本的にそれらの楽曲をゲーム内に落とし込む、いわゆるサウンドデザインの作業を担当している。
2007年10月25日、セガより発売の「忌火起草」では初の監督を務める。

## 作品

### 作曲
- かまいたちの夜（加藤恒太と共同）

### サウンド担当
- トルネコの大冒険 不思議のダンジョン
  - ドラゴンクエストキャラクターズ トルネコの大冒険3 不思議のダンジョン
- 風来のシレン
  - 風来のシレン2
  - 風来のシレンGB
  - 風来のシレンGB2
- ポケモン不思議のダンジョンシリーズ
  - ポケモン不思議のダンジョン 青の救助隊・赤の救助隊
- ホームランド
- 3年B組金八先生 伝説の教壇に立て!
- シレン・モンスターズ ネットサル

## 関連記事
- ゲーム音楽の作曲家一覧